# Championnat du Japon de football de troisième division 2020
Navigation
J3 League 2019 J3 League 2021
Le Championnat du Japon de football de troisième division 2020 est la vingt-quatrième saison du troisième niveau du football japonais et la 7e édition de la J3 League. Le championnat débute le 27 juin 2020 et s'achève le 20 décembre 2020.
Les deux meilleurs du championnat sont promus en J2 League.
La pandémie de Covid-19 perturbe le déroulement de la compétition qui doit s'arrêter cinq mois mais parvient à reprendre et se terminer en décembre 2020.

## Les clubs participants
Les équipes classées de la 3e à la 18e place de la J3 League 2019 et les équipes classées 21e et 22e de J2 League 2019 participent à la compétition avec le troisième de JFL 2019.
Les U-23 du FC Tokyo se retirent de la compétition le 5 juin 2020, suivi des U-23 de Cerezo Osaka et de Gamba Osaka en fin de saison.
| Club                 | Dernière montée | Ville      | Classement 2019 | Entraîneur         | Depuis | Stade                                 | Capacité | Nombre de saisons |
| -------------------- | --------------- | ---------- | --------------- | ------------------ | ------ | ------------------------------------- | -------- | ----------------- |
| Kagoshima United     | 2020            | Kagoshima  | 21e             | Kim Jong-song      | 2019   | Shiranami Stadium                     | 19 934   | 3                 |
| FC Gifu              | 2020            | Gifu       | 22e             | Kenji Nakada       | 2020   | Gifu Nagaragawa Stadium               | 31 000   | 1                 |
| Fujieda MYFC         | -               | Fujieda    | 3e              | Nobuhiro Ishizaki  | 2018   | Fujieda Soccer Stadium                | 13 000   | 6                 |
| Kataller Toyama      | 2015            | Toyama     | 4e              | Ryo Adachi         | 2018   | Toyama Stadium                        | 28 494   | 5                 |
| Roasso Kumamoto      | 2019            | Kumamoto   | 5e              | Takeshi Oki        | 2020   | Stade Egao Kenkō                      | 32 000   | 2                 |
| Cerezo Osaka U-23    | -               | Osaka      | 6e              | Yoshiaki Maruyama  | 2020   | Stade Nagai                           | 50 000   | 4                 |
| Gainare Tottori      | 2014            | Yonago     | 7e              | Riki Takagi        | 2019   | Torigin Bird Stadium                  | 16 033   | 6                 |
| Blaublitz Akita      | -               | Numazu     | 8e              | Ken Yoshida        | 2020   | Stade Soyu                            | 20 125   | 6                 |
| AC Nagano Parceiro   | -               | Nagano     | 9e              | Yuji Yokoyama      | 2019   | Minami Nagano Sports Park Stadium     | 15 515   | 6                 |
| Vanraure Hachinohe   | 2019            | Hachinohe  | 10e             | Masafumi Nakaguchi | 2020   | Prifoods Stadium                      | 5 200    | 2                 |
| Fukushima United     | -               | Fukushima  | 11e             | Takeo Matsuda      | 2019   | Toho Stadium                          | 21 000   | 6                 |
| Azul Claro Numazu    | 2017            | Kusatsu    | 12e             | Masataka Imai      | 2020   | Ashitaka Park Stadium                 | 10 000   | 3                 |
| Yokohama SCC         | -               | Yokohama   | 13e             | Yuki Stalph        | 2019   | NHK Spring Mitsuzawa Football Stadium | 15 454   | 6                 |
| Kamatamare Sanuki    | 2019            | Takamatsu  | 14e             | Kazuhito Mochizuki | 2020   | Pikara Stadium                        | 30 099   | 2                 |
| SC Sagamihara        | -               | Sagamihara | 15e             | Fumitake Miura     | 2019   | Sagamihara Gion Stadium               | 15 300   | 6                 |
| Gamba Osaka U-23     | -               | Suita      | 17e             | Hitoshi Morishita  | 2019   | Stade de football de Suita            | 40 000   | 4                 |
| Iwate Grulla Morioka | 2014            | Morioka    | 18e             | Yutaka Akita       | 2020   | Iwagin Stadium                        | 4 946    | 6                 |
| FC Imabari           | 2020            | Imabari    | 3e              | Lluís Planagumà    | 2020   | Arigato Service Dream Stadium         | 5 000    | 1                 |

- Relégué de la J2 League 2019
- Promu de la JFL 2019

### Localisation des clubs
| \| Clubs du Grand Tokyo · SC Sagamihara (Kanagawa) · YSCC Yokohama (Kanagawa) Grand Tokyo Gainare Tottori Blaublitz Akita Fujieda MYFC Fukushima United Kataller Toyama AC Nagano Parceiro Roasso Kumamoto Iwate Grulla Morioka Kagoshima United Gamba Osaka U-23 Cerezo Osaka U-23 Azul Claro Numazu Kamatamare Sanuki Vanraure Hachinohe FC Gifu FC Imabari \| Localisation des clubs engagés dans le championnat. |
| Clubs du Grand Tokyo · SC Sagamihara (Kanagawa) · YSCC Yokohama (Kanagawa) Grand Tokyo Gainare Tottori Blaublitz Akita Fujieda MYFC Fukushima United Kataller Toyama AC Nagano Parceiro Roasso Kumamoto Iwate Grulla Morioka Kagoshima United Gamba Osaka U-23 Cerezo Osaka U-23 Azul Claro Numazu Kamatamare Sanuki Vanraure Hachinohe FC Gifu FC Imabari                                                           |

| Clubs du Grand Tokyo · SC Sagamihara (Kanagawa) · YSCC Yokohama (Kanagawa) Grand Tokyo Gainare Tottori Blaublitz Akita Fujieda MYFC Fukushima United Kataller Toyama AC Nagano Parceiro Roasso Kumamoto Iwate Grulla Morioka Kagoshima United Gamba Osaka U-23 Cerezo Osaka U-23 Azul Claro Numazu Kamatamare Sanuki Vanraure Hachinohe FC Gifu FC Imabari |

## Compétition

### Classement
Source : CLASSEMENT J3 LEAGUE 2020 sur transfermarkt.fr
| Rang | Équipe               | Pts | J  | G  | N  | P  | Bp | Bc | Diff |
| ---- | -------------------- | --- | -- | -- | -- | -- | -- | -- | ---- |
| 1    | Blaublitz Akita      | 73  | 34 | 21 | 10 | 3  | 55 | 18 | +37  |
| 2    | SC Sagamihara        | 61  | 34 | 16 | 13 | 5  | 43 | 35 | +8   |
| 3    | AC Nagano Parceiro   | 59  | 34 | 17 | 8  | 9  | 45 | 26 | +19  |
| 4    | Kagoshima United R   | 58  | 34 | 18 | 4  | 12 | 55 | 43 | +12  |
| 5    | Gainare Tottori      | 57  | 34 | 17 | 6  | 11 | 47 | 37 | +10  |
| 6    | FC Gifu R            | 56  | 34 | 16 | 8  | 10 | 50 | 39 | +11  |
| 7    | FC Imabari P         | 55  | 34 | 15 | 10 | 9  | 39 | 27 | +12  |
| 8    | Roasso Kumamoto      | 54  | 34 | 16 | 6  | 12 | 56 | 47 | +9   |
| 9    | Kataller Toyama      | 50  | 34 | 15 | 5  | 14 | 52 | 43 | +9   |
| 10   | Fujieda MYFC         | 49  | 34 | 14 | 7  | 13 | 48 | 44 | +4   |
| 11   | Iwate Grulla Morioka | 42  | 34 | 11 | 9  | 14 | 36 | 47 | -11  |
| 12   | Azul Claro Numazu    | 41  | 34 | 12 | 5  | 17 | 36 | 40 | -4   |
| 13   | Fukushima United     | 39  | 34 | 11 | 6  | 17 | 46 | 55 | -9   |
| 14   | Gamba Osaka U-23     | 35  | 34 | 9  | 8  | 17 | 43 | 55 | -12  |
| 15   | Vanraure Hachinohe   | 33  | 34 | 8  | 9  | 17 | 42 | 56 | -14  |
| 16   | Kamatamare Sanuki    | 31  | 34 | 7  | 10 | 17 | 33 | 52 | -19  |
| 17   | YSCC Yokohama        | 27  | 34 | 5  | 12 | 17 | 37 | 66 | -29  |
| 18   | Cerezo Osaka U-23    | 25  | 34 | 5  | 10 | 19 | 28 | 61 | -33  |

|  | Promu en J2 League 2021                             |
|  | P : Promu de JFL 2019 R : Relégué de J2 League 2019 |

## Statistiques

### Meilleurs buteurs
|                    | Buteur            | Club               | Buts | MJ |
| ------------------ | ----------------- | ------------------ | ---- | -- |
| Médaille d'or      | Kaito Taniguchi   | Roasso Kumamoto    | 18   | 34 |
| Médaille d'argent  | Tsugutoshi Oishi  | Fujieda MYFC       | 14   | 33 |
| Médaille de bronze | Takuya Miyamoto   | YSCC Yokohama      | 14   | 34 |
| 4                  | Origbaajo Ismaila | Fukushima United   | 13   | 33 |
| 5                  | Rômulo            | SC Sagamihara      | 13   | 30 |
| 6                  | Tsubasa Yoshihira | Fujieda MYFC       | 11   | 30 |
| 7                  | Hayato Asakawa    | Roasso Kumamoto    | 11   | 28 |
| 8                  | Shota Kawanishi   | FC Gifu            | 10   | 34 |
| 9                  | Naoki Sanda       | AC Nagano Parceiro | 10   | 32 |
| 10                 | Ryota Nakamura    | Blaublitz Akita    | 10   | 25 |